# Aglaodina cribricollis
Aglaodina cribricollis är en stekelart som först beskrevs av Maximilian Spinola 1851.  Aglaodina cribricollis ingår i släktet Aglaodina och familjen brokparasitsteklar. Inga underarter finns listade i Catalogue of Life.